# Териконна
Терико́нна — пасажирська зупинна залізнична платформа Лиманської дирекції Донецької залізниці.
Розташована на півночі м. Горлівка (Микитівський район), Донецької області. Платформа розташована на двох лініях Слов'янськ — Горлівка, Лиман — Микитівка між станціями Микитівка (2 км) та Майорська (4 км).
Через бойові дії рух приміських та пасажирських поїздів на даній ділянці припинено.